# Denny Hamlin
Denny Hamlin, född den 18 november 1980 i Chesterfield, Virginia, USA, är en amerikansk racerförare i NASCAR.

## Racingkarriär
Hamlin slog igenom relativt sent med dagens NASCAR-mått mätt, då han inte körde några tävlingar i någon av de tre officiellt sanktionerade serierna förrän 2004, då han körde några race i Craftsman Trucks. Året därpå fick han köra en hel säsong i Busch Series, vilket gav en femteplats totalt, och även chansen att köra i Nextel Cup mot slutet av säsongen, vilket gav honom en pole.
Året därpå fick han köra heltid för Joe Gibbs Racing, och vann Pocono 500, och vann även Pennsylvania 500, båda på Pocono Raceway. Han blev årets rookie och slutade trea i tabellen, ett sensationellt resultat för honom, då framgångar för rookies är sällsynta. Efter det har det inte gått lika bra, och 2008, blev han totalt undanskymd av stallkamraten Kyle Busch i grundserien.